# 加利福尼亞州紐波特比奇聖殿
加利福尼亞紐波特比奇聖殿（Newport Beach California Temple）是第122座耶穌基督後期聖徒教會聖殿，在2001年宣布修建，並在2005年8月28日奉獻，是加利福尼亞州的第六座耶穌基督後期聖徒教會聖殿。紐波特比奇聖殿位於加利福尼亞東部，靠近加州州道73號。

## 外部連結
- 维基共享资源上的相關多媒體資源：加利福尼亞州紐波特比奇聖殿
- Newport Beach California Temple（页面存档备份，存于） (official)
- Newport Beach Temple（页面存档备份，存于） at LDSChurchTemples.com